# Кумановська Тетяна Миколаївна
Тетя́на Микола́ївна Кумано́вська (нар. 13 листопада 1958, Звенигородка Черкаської області) — українська співачка (ліричне сопрано). Народна артистка України (2019).

## Життєпис
1980 — закінчила Київське музичне училище імені Р. Глієра.
1987 — закінчила Київську консерваторію (клас Ірини Колодуб та Зої Ліхтман).
1989 — солістка Київського камерного хору ім. Б. Лятошинського.
1990—1992 — солістка хору духовної музики «Фрески Києва».
З 1992 — солістка, з 1996 — художній керівник ансамблю «Благовість».
1997—2007 — автор та ведуча програм «Київ-класичний» (Телеканал «Київ»).
З 2007 — автор та ведуча програми «Тільки класика» (телеканал «Всесвітня служба українського телебачення та радіо»), що транслюється на 107 країн світу.
2019 — артистка-вокалістка, провідний майстер сцени концертно-театрального закладу культури Український академічний фольклорно-етнографічний ансамбль «Калина».
Лауреат низки міжнародних і всеукраїнських конкурсів та фестивалів.
Її репертуар складається з музики вітчизняних та зарубіжних композиторів: арії, романси, пісні.
Виступала в Німеччині, Великій Британії, Голландії, Італії, США, Канаді, Польщі, Словаччині, Росії, Естонії, Ірландії, Болгарії, Бельгії та інших країнах світу.

## Партії
- Наталка («Наталка-Полтавка» М. Лисенка)
- Марфа («Царева наречена» М. Римського-Корсакова)
- Одарка («Запорожець за Дунаєм» С. Гулака-Артемовського)
- Сестра Розпорядниця («Сестра Анжеліка» Дж. Пуччіні)
- Аретея («Алкід» Д. Бортнянського)
- Старша Русалка («На Русалчин Великдень» М. Леонтовича)
- партії сопрано в «Коронаційній месі» Моцарта, «Глорії» Вівальді, «Реквіємі» Вебера (перше виконання в Україні), Кантаті № 4 Баха

## Визнання
- 1998 — заслужена артистка України.
- 2019 — народна артистка України.